# Remaucourt (Aisne)
Remaucourt è un comune francese di 340 abitanti situato nel dipartimento dell'Aisne della regione dell'Alta Francia.

## Società

### Evoluzione demografica
Abitanti censiti